# Koło Polskie w Reichstagu

Mapa pierwszych wyborów parlamentarnych jakie odbyły się w Cesarstwie Niemieckim w roku 1871 z wynikiem Koła Polskiego

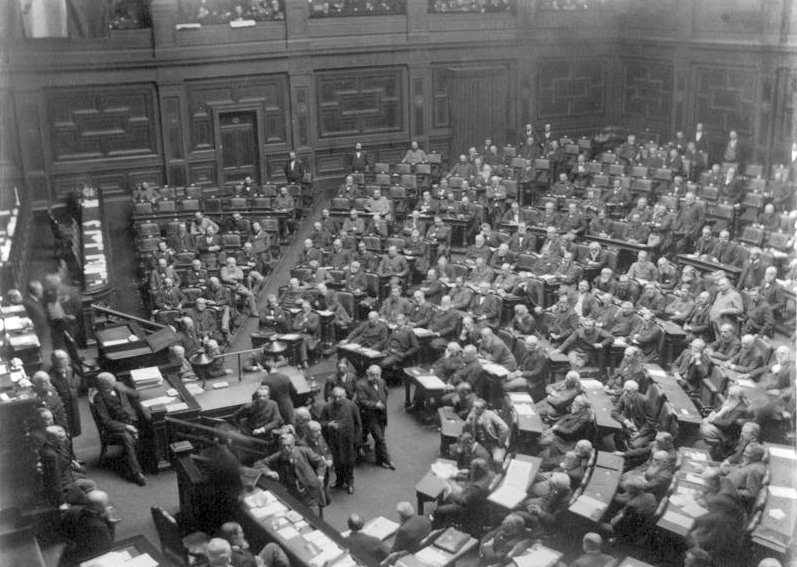
Sala obrad plenarnych Reichstagu w roku 1889

Koło Polskie (niem. Polnische Fraktion) – frakcja która reprezentowała polską mniejszość w niemieckim Reichstagu od 1871 do 1918 roku. 

## Struktura
Od 1871 roku w wyniku pierwszych wyborów parlamentarnych w Cesarstwie Niemieckim, polska frakcja parlamentarna reprezentowała interesy około trzech milionów obywateli niemieckich, których językiem ojczystym był język polski. Polskie frakcje w Reichstagu i Landtagu Pruskim (od 1849 roku istniało w nim Koło Polskie), ściśle ze sobą współpracowały i w większości trzymały się jednej politycznej linii głosując jednomyślnie. Koło Polskie w Reichstagu zwracało się w szczególności przeciwko polityce antypolskiej i próbom germanizacji w okresie Cesarstwa.
Wewnątrz zmieniał się skład Koła. Na początku dominowali ziemianie i duchowieństwo, ale po 1900 roku coraz częściej do głosu dochodzili politycy burżuazyjni o polskiej orientacji narodowej i demokratycznej. Większość wyborców Koła zamieszkiwała pruskie prowincje poznańską, Prusy Zachodnie i Śląsk. Liczba mandatów wahała się od 13 w roku 1887 do 20 w roku 1903.

## Stosunek do innych grup politycznych
Koło Polskie było ściśle powiązane z Niemiecką Partią Centrum. Od początku były jednak różnice. Kiedy powstawało Cesarstwo Niemieckie, Koło odrzuciło włączenie ziem zaboru pruskiego do Rzeszy. Czasami jednak dochodziło do współpracy z socjalliberałami przeciwko kartelowej polityce narodowych liberałów i konserwatystów. Od lat 90. XIX wieku na Górnym Śląsku istniała konkurencja między Kołem Polskim a Niemiecką Partią Centrum. Od tego czasu posłowie coraz częściej dołączali do Koła, zwłaszcza od 1903 roku, zamiast do Niemieckiej Partii Centrum. Wojciech Korfanty, początkowo członek Niemieckiej Partii Centrum, był pierwszym posłem, który został posłem do niemieckiego Reichstagu z mandatem Polskiej Partii Narodowo-Demokratycznej w okręgu wyborczym Katowice-Zabrze w latach 1903–1912.
Z drugiej strony, po przełomie wieków, na terenach mieszanych zaczął formować się „obóz niemiecki” złożony z socjalliberałów, któremu udało się zdobyć mandaty dzięki porozumieniom wyborczym z narodowymi liberałami i konserwatystami.

## Rozwój polityczny
Na początku Koło Polskie było generalnie lojalne wobec monarchii Hohenzollernów i działało raczej defensywnie. Postawa ta zaczęła schodzić na drugi plan wraz z intensyfikacją polityki germanizacyjnej za czasów kanclerza Ottona von Bismarcka, zwłaszcza po 1885/1886 roku. Polityka germanizacyjna, na przykład w kwestii językowej, powołanie Komisji Kolonizacyjnej czy wypędzenie wielu Polaków znane jako rugi pruskie, mimowolnie przyczyniło się do wzmocnienia polskiej świadomości narodowej. Postawa polityków polskich zmieniła się także za czasów kanclerza Leo von Capriviego, który w polityce polskiej prowadził umiarkowany kurs. Polityk i filantrop Józef Kościelski próbował nawet zmienić Koła Polskie w zwolenników rządów w Prusach i Cesarstwie. Jednak od 1896 roku ponownie nasiliła się polityka antypolska.
W latach 1889–1918 przewodniczącym Koła Polskiego w Reichstagu był Ferdynand Radziwiłł. Jego ogólnie lojalna postawa wobec Cesarstwa z czasem ustąpiła miejsca postawie narodowej.

## Literatura
- Kola Polskie – Polnische Fraktionen im preußischen Landtag und im Reichstag 1849-1918 [w:] Dieter Fricke: Lexikon zur Parteiengeschichte. Die bürgerlichen und kleinbürgerlichen Parteien und Verbände in Deutschland (1789-1945), Tom 3, Leipzig 1985, 258-267.
- Albert Stefan Kotowski: Zwischen Staatsräson und Vaterlandsliebe: Die polnische Fraktion im Deutschen Reichstag 1871-1918, Düsseldorf, 2007.